# IC 4751
IC 4751 — галактика типу SB0 (компактна витягнута галактика) у сузір'ї Павич.
Цей об'єкт міститься в оригінальній редакції індексного каталогу.